# Maria Scherer
Lisbeth Marianne (Maria) Scherer, född Emanuelsson den 2 december 1943 i Varberg, Hallands län, död 17 augusti 2024 i Båstads distrikt, Skåne län, var en svensk journalist och författare. Hon var även under lång tid programledare i SVT. Från 1974 och framåt skrev Scherer ett drygt tjugotal böcker, varav ett antal översatts till andra språk (främst tyska).

## Biografi
Scherer föddes och växte upp i Varberg. Hon var bland annat programledare för Sveriges magasin, Kvällsöppet och Nattcafé. Hon var krönikör i Kooperativa förbundets tidning Mersmak.
Maria Scherer debuterade 1974 som författare och fick internationellt genombrott med den kärleksorienterade trilogin Kejsarvalsen, Silvertrumpeten och Maskeradbalen. Fram till 2009 skrev hon 21 böcker, varav ett tiotal publicerats i översättning till tyska.